# Trịnh Y Kiện
Trịnh Y Kiện (tiếng Trung: 鄭伊健, tiếng Anh: Ekin Cheng, sinh ngày 04/10/1967) là một diễn viên và ca sỹ người Hồng Kông. Ở Việt Nam, anh nổi tiếng với vai diễn Trần Hạo Nam trong series phim điện ảnh Người Trong Giang Hồ và Nhiếp Phong trong series phim điện ảnh Phong Vân.

## Sự nghiệp

### Phim truyền hình
Trịnh Y Kiện bắt đầu sự nghiệp diễn viên ở đài TVB Hồng Kông từ năm 1986. Anh tham gia nhiều phim truyền hình, trong đó nổi bật nhất là phim Bản Năng (1994) với vai Bao Văn Long. Bộ phim truyền hình TVB cuối cùng của Trịnh Y Kiện là Đội Cứu Hộ Trên Không (2005). Sau đó anh có đóng phim truyền hình ở đại lục, đáng chú ý là phim Hoắc Nguyên Giáp (2008).

### Phim điện ảnh
Bắt đầu từ năm 1992, Trịnh Y Kiên chuyển hướng sang phim điện ảnh bằng bộ phim Girls Without Tomorrow 1992.
Đến năm 1996, Trịnh Y Kiện ghi dấu ấn với vai diễn Trần Hạo Nam trong phim Người Trong Giang Hồ. Bộ phim thành công vang dội được làm thêm nhiều phần nữa ở các năm sau.
Năm 1998, Trịnh Y Kiện tiếp tục thành công với vai diễn Nhiếp Phong trong phim Phong Vân.
Năm 2018, Trịnh Y Kiện cùng dàn diễn viên Người trong giang hồ tái ngộ trong bộ phim Huynh đệ hoàng kim (Golden Job).

### Âm nhạc
Ngoài phim ảnh, Trịnh Y Kiện còn là doanh nhân và ca sỹ.
Năm 2019, Trịnh Y Kiện đã tổ chức một loạt buổi hòa nhạc trong khuôn khổ chuyến lưu diễn buổi hòa nhạc Along with Ekin Live Concert 2019 tại Hồng Kông và Singapore.

## Đời tư
Vào ngày 28 tháng 1 năm 2013, Trịnh Y Kiện kết hôn với nữ diễn viên Hồng Kông Mông Gia Tuệ tại Tokyo, Nhật Bản. Tiệc cưới của họ được tổ chức giản dị chỉ với một số người thân và bạn bè thân thiết, có Lâm Hiểu Phong là người dẫn chương trình của đêm tiệc đám cưới.